# Морено (линеен кораб, 1911)
Морено (на испански: ARA Moreno) е линеен кораб на ВМС на Аржентина. Това е вторият дредноут от типа „Ривадавия“. Наречен е в чест на Мариано Морено – аржентинския обществен и политически деятел. Поръчан и построен в САЩ като отговор на строителството от Бразилия на линейните кораби от типа „Минас Жерайс“. Аржентина планира да построи три линкора, но поради финансови трудности са поръчани и построени само два еднотипни кораба.

## История на строителството
Заложен е в Деня на независимостта на Аржентина – 9 юли 1910 г., в корабостроителницата „Ню Йорк Шипбилдинг“ в Камдън (Ню Джърси). Спуснат е на вода на 23 септември 1911 г., влиза в състава на флота през март 1915 г.

## История на службата
През 1920 г. представлява Аржентина на тържествата по случай откриването на Панамския канал. Модернизиран е аналогично на „Ривадавия“ в периода 1924 – 1925 г. Линкорът, в процеса на модернизацията е преведен на течно гориво. Предната решетчата мачта, при модернизацията, е скъсена. Кърмовата е заменена с тринога, при това водоизместимостта на линкора се увеличава с 1016 тона. Участва на Спитхедските тържества през 1937 г., където се запомня с това, че не успява да пусне котва по способа „фертоинг“ и целите тържества престоява на една котва. След Спитхед посещава немския порт Бремен.
През февруари 1956 г. е изключен от списъка на флота и е продаден за метал в Япония. През Панамския канал се насочва към мястото за разкомплектоване.

## Коментари
1. ↑  Префиксът „ARA“ е от на испански: Armada de la República Argentina (Кораб на ВМС на Аржентина).